# Qiyun Shan
Le Qiyun Shan (sinogrammes simplifiés : 齐云山 ; sinogrammes traditionnels : 齊雲山), ou mont Qiyun, est une montagne sacrée du taoïsme, culminant à 585 m d'altitude. Elle est située dans la province chinoise de l'Anhui, à une trentaine de kilomètres à l'ouest de la ville de Huangshan.